# José Pablo García Castany
José Pablo García Castany (Gerona, 30 agosto 1948 – Gerona, 16 giugno 2022) è stato un calciatore spagnolo. In attività giocava nel ruolo di centrocampista.

## Palmarès

### Giocatore

#### Club
- Coppa di Spagna: 1

Barcellona: 1970-1971
- Segunda División spagnola: 1

Real Saragozza: 1977-1978